# Pennaria pauper
Pennaria pauper is een hydroïdpoliep uit de familie Pennariidae. De poliep komt uit het geslacht Pennaria. Pennaria pauper werd in 1959 voor het eerst wetenschappelijk beschreven door Kramp. 